# Гардинер, Джим
Джеймс Артур «Джим» Гардинер (англ. James Arthur "Jim" Gardiner; 25 октября 1930, Детройт, Мичиган — 19 апреля 2016, Сиэтл, Вашингтон) — американский гребец, выступавший за сборную США по академической гребле в 1950-х годах. Серебряный призёр летних Олимпийских игр в Мельбурне, чемпион Панамериканских игр в Мехико, победитель и призёр регат национального значения.

## Биография
Джим Гардинер родился 25 октября 1930 года в Детройте, штат Мичиган.
Занимался академической греблей во время учёбы в Университете Уэйна, который окончил в 1954 году. Практически на протяжении всей своей спортивной карьеры состоял в Детройтском лодочном клубе, в составе которого выиграл несколько национальных титулов, а также титулы чемпиона Канады и Северной Америки.
Первого серьёзного успеха на международном уровне добился в сезоне 1955 года, когда вошёл в основной состав американской национальной сборной и побывал на Панамериканских играх в Мехико, откуда привёз награду золотого достоинства, выигранную в зачёте парных двоек вместе с напарником Уолтером Гувером.
Благодаря череде удачных выступлений удостоился права защищать честь страны на летних Олимпийских играх 1956 года в Мельбурне. Совместно с новым партнёром Пэтом Костелло в финале парных двоек пришёл к финишу вторым позади советского экипажа Александра Беркутова и Юрия Тюкалова — тем самым завоевал серебряную олимпийскую медаль.
В 1957 году отметился выступлением на чемпионате Европы в Дуйсбурге, где занял четвёртое место.
После завершения спортивной карьеры с 1968 года работал менеджером в олимпийской сборной США по академической гребле.
За выдающиеся спортивные достижения введён в Национальный зал славы гребного спорта (1971), член Зала славы спорта Университета Уэйна (1982).
Впоследствии переехал на постоянное жительство в Сиэтл и в течение многих лет работал в компании Boeing. Увлекался искусством и позже стал преподавателем искусств в местном колледже. Регулярно принимал участие в мастерских регатах по академической гребле. Проявил себя как тренер по гребле, в частности помогал разрабатывать программу подготовки гребцов Сиэтлского университета.
Умер 29 апреля 2016 года в Сиэтле в возрасте 85 лет.